# Scleracis petrosa
Scleracis petrosa is een zachte koraalsoort uit de familie Plexauridae. De koraalsoort komt uit het geslacht Scleracis. De wetenschappelijke naam van de soort werd in 1936 gepubliceerd door Elisabeth Deichmann.